# Centri abitati dell'Irlanda del Nord

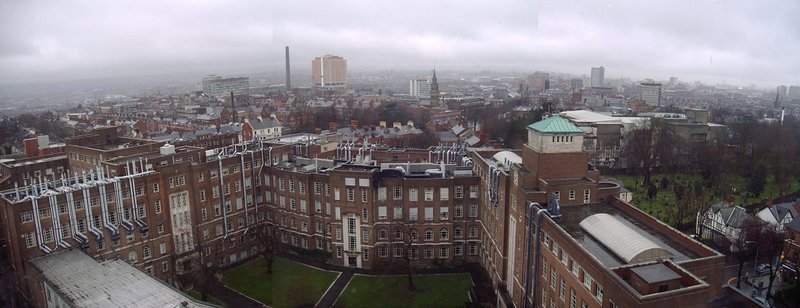
Belfast

Questa è una lista di città, cittadine dell'Irlanda del Nord, inclusi i villaggi. Le località che godono lo status di "city" sono in grassetto.
* Derry e Londonderry sono la stessa città, la quale però ha 2 nomi ufficiali.

## A
Antrim, Armagh

## B
Ballycastle, Ballyclare, Ballymena, Ballymoney, Ballynahinch, Banbridge, Bangor, Belfast, Belleek

## C
Carrickfergus, Carryduff, Castlerock, Coalisland, Coleraine, Comber, Cookstown, Craigavon

## D
Derry*, Drumbo, Donaghadee, Downpatrick, Dromore, Dundonald, Dungannon,

## E
Enniskillen

## G
Glengormley, Greenisland

## H
Holywood

## K
Kilkeel

## L
Larne, Limavady, Lisburn, Londonderry*, Lurgan

## M
Magherafelt

## N
Newcastle, Newry, Newtownabbey, Newtownards

## O
Omagh

## P
Portadown, Portrush, Portstewart

## R
Randalstown

## S
Strabane

## W
Warrenpoint